# Navajo Twin Rocks

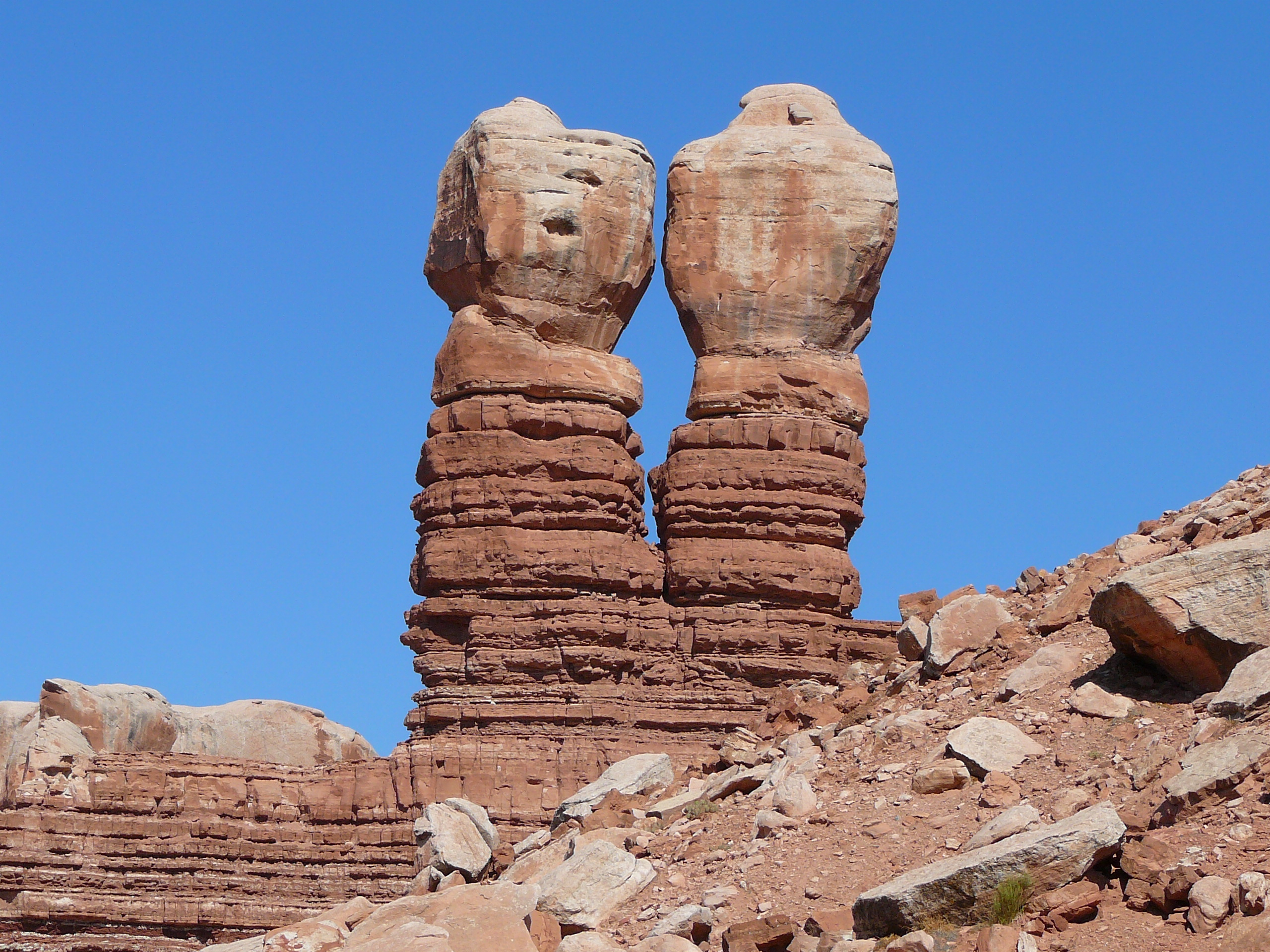
Les Navajo Twin Rocks à Bluff dans l'Utah (USA)

Les Navajo Twin Rocks (ce qui signifie : « rochers des jumeaux navajo » ou « rochers jumeaux navajo ») ou rochers Navajo Twin sont une formation rocheuse naturelle à l'aspect particulier, qui est située à proximité de la ville de Bluff dans l'État de l'Utah aux États-Unis d'Amérique.

## Description
Les Navajo Twin sont constitués de deux colonnes verticales parallèles d'une trentaine de mètres chacune et très proches l'une de l'autre. Chacune de ces colonnes est surmontée d'un « chapeau » un peu plus large que la colonne. Les colonnes se dégagent au-dessus d'un « mur » naturel incurvé. Les strates géologiques sont nettement visibles tant sur les colonnes que sur le mur. L'aspect quasi identique de ces deux colonnes est particulièrement frappant, d'autant plus que la formation est située sur une aire relativement dégagée. Ces rochers reçoivent fréquemment la visite des touristes qui sont nombreux dans cette région située à proximité d'autres lieux spectaculaires comme le Grand Canyon ou Monument Valley.
Le modelé des Navajo Twin provient de l'action de l'érosion. Le matériau qui les constitue est du grès datant du Jurassique.
Depuis 1989, un magasin de souvenirs, spécialisé dans l'art navajo, est installé au pied de la formation rocheuse.

## Nom de la formation rocheuse
Le nom de la formation fait référence à la légende concernant l'origine des populations navajo. Selon cette légende, des jumeaux, fils du Soleil, appelés Nagenatzani et Thobadestachin, débarrassèrent la terre de monstres qui tuaient les êtres humains, permettant ainsi à l'humanité de se développer.
Cependant, les rochers sont souvent appelés Twin Rocks, ce qui peut alors simplement signifier les « rochers jumeaux ».
La date à laquelle les rochers ont été nommés n'est pas connue, mais ils sont considérés comme un point remarquable de l'environnement de la ville de Bluff depuis le XIXe siècle.